# Аліцин
Аліцин — (англ. Allicin; рос. аллицин) — сульфурорганічна сполука, що отримується з часнику, виду рослин з родини цибулевих. Вперше він був ізольований і вивчений у лабораторії Честером Кавалліто та Джоном Бейлі у 1944 р. Під час подрібнення свіжого часнику фермент алііназа перетворює аліїн на аліцин, який відповідає за аромат свіжого часнику. Аліцин, що утворюється, є нестійким і швидко перетворюється на ряд інших сірковмісних сполук, таких як діаліл дисульфід . Аліцин є частиною захисного механізму від нападів шкідників на рослину.
Аліцин — масляниста, злегка жовта рідина, яка надає часнику його особливий запах. Є тіоефіром сульфенової кислоти і також відомий як алілтіосульфат. Його біологічну активність можна пояснити як антиоксидантною активністю, так і реакцією з білками, що містять тіол. Аліцин, що виробляється в клітинах часнику, виділяється при пошкодженні, створюючи потужний характерний запах, коли часник нарізають або варять.

## Структура та виникнення
Аліцин представляє функціональну групу тіосульфатів, R-S(O)-S-R. Сполука відсутня у часнику, якщо не відбувається пошкодження тканин і утворюється під дією ферменту аліінази на аліїн. Аліцин є хіральним, але природним чином зустрічається лише як рацемат . Рацемічна форма також може бути утворена окисленням діаллілсульфіду:
(SCH2CH=CH2)2 + 2 RCO3H + H2O → 2 CH2=CHCH2SOH + 2 RCO2H
2 CH2=CHCH2SOH → CH2=CHCH2S(O)SCH2CH=CH2 + H2O
Алііназа безповоротно деактивується нижче рН 3; таким чином, аліцин, як правило, не виробляється в організмі від споживання свіжого або подрібненого часнику. Крім того, аліцин може бути нестабільним, він розпадається протягом 16 годин при 23 °C.

### Біосинтез
Біосинтез аліцину починається з перетворення цистеїну на S-аліл-L-цистеїн. Окислення цього тіоефіру дає сульфоксид (аліїн). Фермент алііназа, що містить піридоксальфосфат (PLP), розщеплює аліїн, утворюючи алілсульфенову кислоту (CH2=CHCH2SOH), піруват та іони амонію.

## Дослідження
Аліцин досліджувався на предмет його потенціалу для лікування різних видів бактеріальних інфекцій із множинною лікарською стійкістю, а також вірусних та грибкових інфекцій in vitro, але станом на 2016 рік безпека та ефективність аліцину для лікування інфекцій у людей були неясними.
У невеликому клінічному дослідженні щоденна висока доза екстрагованого аліцину (у 20 разів більше, ніж у зубці часнику) показала ефективність для запобігання застуді. Кокранівський огляд виявив, що цього недостатньо, щоб зробити висновки.
Дослідження 2021 року показало, що «поєднання короткого періоду напіврозпаду, високої реактивності та неспецифічності до певних білків є причинами, чому більшість бактерій не можуть впоратися з механізмом дії аліцину та розробити ефективний захисний механізм» і стверджують, що «це може бути ключовим до сталого дизайну ліків, що вирішує серйозні проблеми з ескалацією появи бактеріальних штамів із множинною лікарською стійкістю».

## Історія
Аліцин був відкритий в рамках зусиль по створенню похідних тіаміну в 1940-х роках, переважно в Японії. Аліцин став зразком зусиль медичної хімії щодо створення інших дисульфідів тіаміну. Результати включали сульбутіамін, фурультіамін (тіамін тетрагідрофурфурилдисульфід) і бенфотіамін. Ці сполуки є гідрофобними, легко переходять з кишечника в кровотік і відновлюються до тіаміну за допомогою цистеїну або глутатіону. :302